# Giáo hoàng Lêô VIII
Lêô VIII (Latinh: Leo VIII) là người kế nhiệm Giáo hoàng Biển Đức V và là vị giáo hoàng thứ 132 của Giáo hội Công giáo.
Theo niên giám Tòa Thánh năm 2003 thì ông đắc cử Giáo hoàng ngày 6 tháng 12 năm 963 và kết thúc triều đại của mình vào ngày 1 tháng 3 năm 965.
Có sự lầm lẫn về tính chất hợp pháp của các lời xác nhận. Sự thiếu vắng các tư liệu có sức thuyết phục làm cho tính hợp pháp của ông đáng nghi ngờ. Nếu lời xác nhận của Giáo hoàng Gioan là không hợp lệ thì Lêô VIII là "giáo hoàng đối cử" (hay ngụy Giáo hoàng, Giáo hoàng giả) cho đến khi hết nhiệm kỳ của Biển Đức. Nếu lời xác nhận Giáo hoàng Gioan là hợp lệ thì Lêô là "giáo hoàng hợp pháp" và Biển Đức là "giáo hoàng đối cử".
Điều cần lưu ý là sự kiện dùng một thẩm quyền dân sự, Hoàng đế Otto I truất phế một Giáo hoàng là Gioan XII và bổ nhiệm một người kế vị ông này, cho dù chính thẩm quyền này hoàn toàn không có quyền can thiệp vào việc bầu chọn Giáo hoàng, chứng minh tính bất hợp pháp của Giáo hoàng Lêô VIII. Có lẽ chính vì việc này mà Niên giám tòa thánh năm 1861 không có tên Giáo hoàng Lêô VIII.
Giáo hoàng Lêô VIII sinh tại Rôma. Ông được bầu làm Giáo hoàng do ý muốn của Otto I và chức vị Giáo hoàng của ông hoàn toàn vì quyền lợi của hoàng đế đó. Mặc dù vậy cả hai vị Giáo hoàng này đều có trong danh mục các Giáo hoàng hiện nay.
Lêô VIII không được dân chúng Rôma mến mộ. Ông nghiêm cấm giáo dân bước vào cung thánh đang khi cử hành các lễ nghi long trọng.